# Setge a l'Alcàsser de Toledo
El Setge a l'Alcàsser de Toledo fou una batalla simbòlica dels inicis de la Guerra civil espanyola, en la qual els milicians del Front Popular i els colpistes van lluitar pel control de l'edifici de l'Alcàsser de Toledo, on hi havia l'acadèmia d'Infanteria.
Les forces republicanes, compostes per 8.000 milicians de la FAI, la CNT i la UGT comptaven amb algunes peces d'artilleria, uns pocs blindats i 2 o 3 tanquetes. L'aviació de la República hi va fer missions de reconeixement i va bombardejar l'edifici 35 vegades.
Els defensors de l'Alcàsser eren 800 Guàrdies civils, 318 cadets i un centenar de soldats de l'Acadèmia, juntament amb 110 civils, armats amb fusells, unes metralladores velles i algunes granades. Van aconseguir aguantar el setge fins a l'arribada de l'exèrcit d'Àfrica de Francisco Franco.

## Galeria

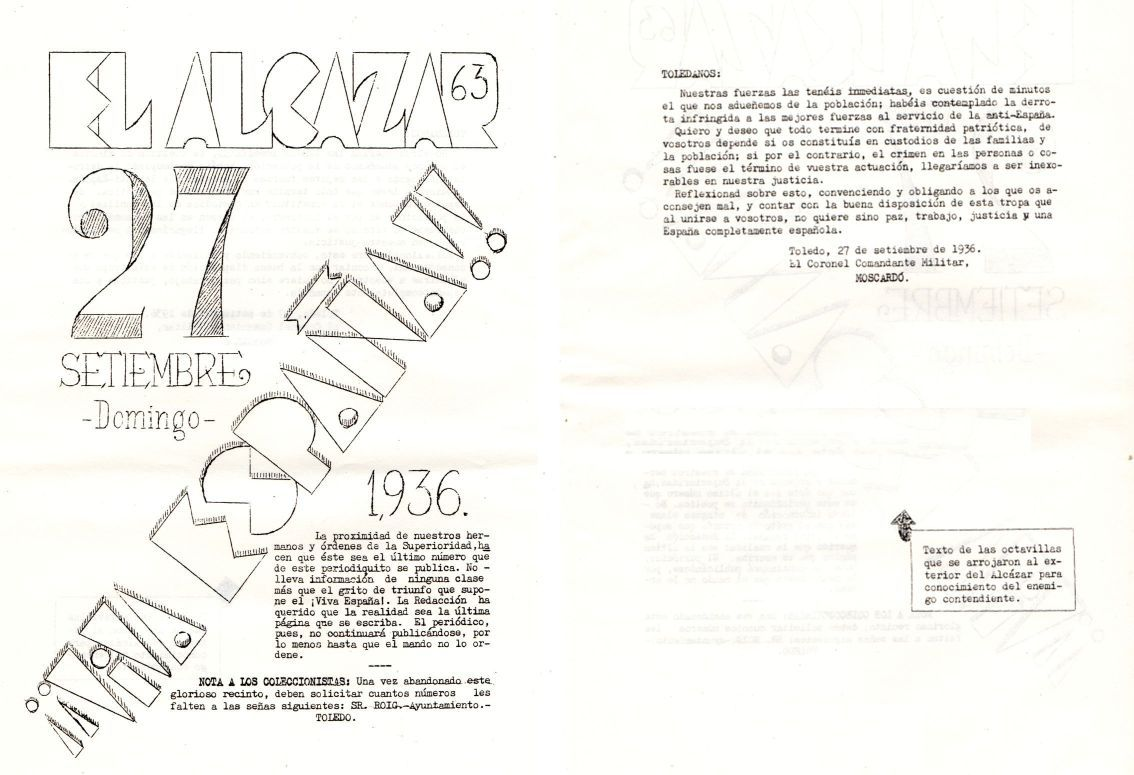
Facsímil del diari-pamflet "El Alcázar" nº 63, del 27.09.1936, editat durant el setge i signat pel coronel José Moscardó e Ituarte
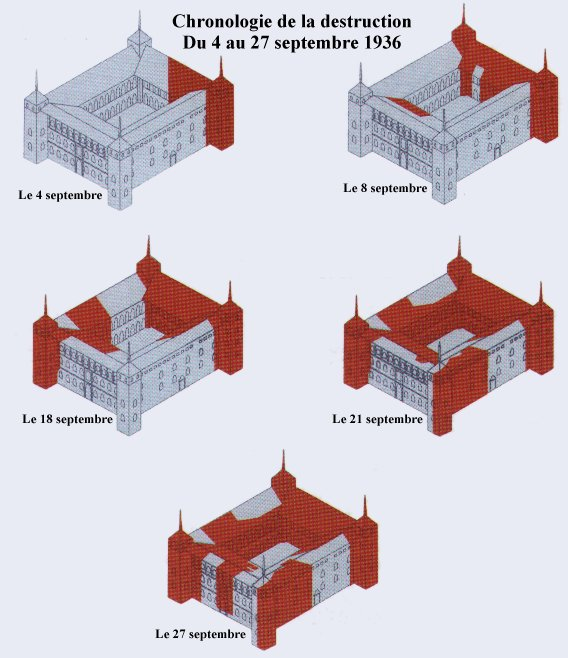
Esquema de la destrucció de l'Alcàsser de Toledo per l'artilleria republicana.
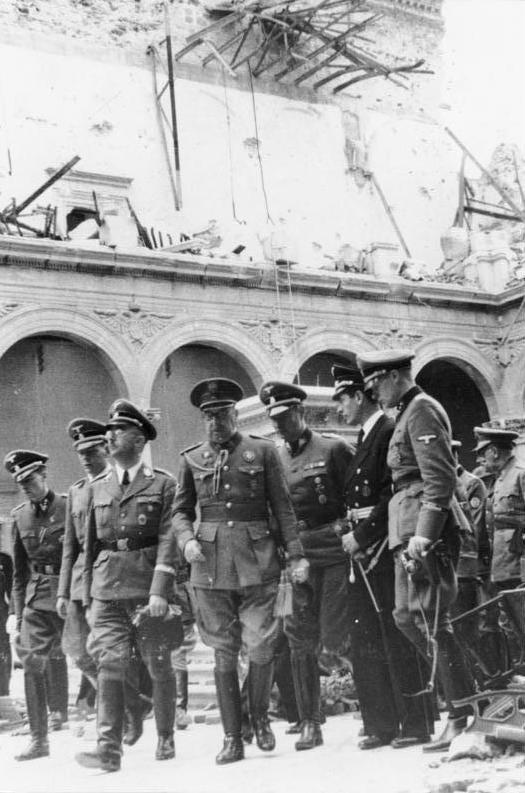
Heinrich Himmler visita les ruïnes de l'Alcasser amb el general Moscardó el 1940